# E-Sword
e-Sword是由美國人「Rick Meyers」創作的基督教聖經研究電腦軟體，支援微軟視窗作業系統與Pocket PC系統。《e-Sword》的發展開始於2000年一月，自推出以來極受歡迎，到 2009年四月份已經有超過九百萬個使用者由網路上下載（页面存档备份，存于）此軟體。2009年九月9.5版更新後，僅三個月就有250萬次下載。
2005年『Bible Software Review』做的一項調查顯示 e-Sword 在免費聖經研究軟體項內是使用者最多的，甚至超過任何商業性的聖經研究軟體。
《e-Sword》目前有21種語言的使用者界面，提供100種以上不同語言的聖經版本(包括中文聖經)，十四種不同聖經字典，七種聖經地圖，十八種聖經註解，NASA的衛星影像以及多種的 Daily Devotions。 對於Apple 電腦的使用者也有 MAC Sword 可下載。下載與使用《e-Sword》是完全免費的。

## 程式設計理念
在e-Sword 的網頁上，其創辦人Rick Meyers 寫著:『你們白白的得來，也要白白的捨去 (馬太十章八節)』。
每一位渴慕主話的人都可免費的下載 E-Sword 及其外掛的資源。

## 功能
- 不同版本聖經的對照
- 能加入近百種版本的聖經
- 經節搜尋
- 個人筆記，用螢光筆對經文進行勾勒等許多功能。
- 匯集有很多歷代解經書
- 聖經辭典
- 地圖瀏覽器
- 圖解輔助和很多相關書籍
- 能對希臘文和希伯來文版的聖經，進行以單詞，章節，段落為單位的解釋
- 讀經計畫
- 禱告單

請至官方網站查看詳情，

## 作業平台
- Windows操作系统
  - Windows NT 4.0
  - Windows 95/98/ME
  - Windows2000
  - Windows XP
  - Windows Vista
  - Windows 7

- ReactOS

- CrossOver

- Linux作業系統
- 透過 Wine可以使用於Linux作業系統[4][5]

- Mac OS X 10.4 (Tiger)[6]

## 版本
- e-Sword
- Pocket e-Sword
- e-Sword Live[7]：網路版

## Utility Programs
- Ben's e-Sword Tool 2.0[8]
- e-Sword ToolTip Tool[9]
- e-Sword User Module Conversion Utility v9.5.0[10]
- e-Sword HotKey[11][12]

## 評論與獎勵

### 對《e-Sword》的評論
- Bible Software Review 20 October 2005:e-Sword version 7.7.7. very good e-sword
- e-Sword Is Still One of the Best Free Bible Programs（页面存档备份，存于）
- e-Sword Update & Serious Language Tools（页面存档备份，存于）
- Studying the Bible for Free Stimulus Vol 12 Number 3 August 2004 page 33-38（页面存档备份，存于）

### 對《Pocket e-Sword》的評論
- Bible Software Review 26 November 2005[13]

### 得到的獎勵
得到的獎勵

- 2004 Pocket PC Magazine Text and Reference Bible Software
- 2005 Pocket PC Magazine Finalist
- 2006 Pocket PC Magazine
- 2007 Pocket PC Best Software Awards (Religious) : Finalist

## 外部連結
- DoctorDaveT.com - conservative & evangelical Bible study modules（页面存档备份，存于）
- e-Sword Smart Starter tool
- Sharpening The Sword（页面存档备份，存于）